# País amerindi

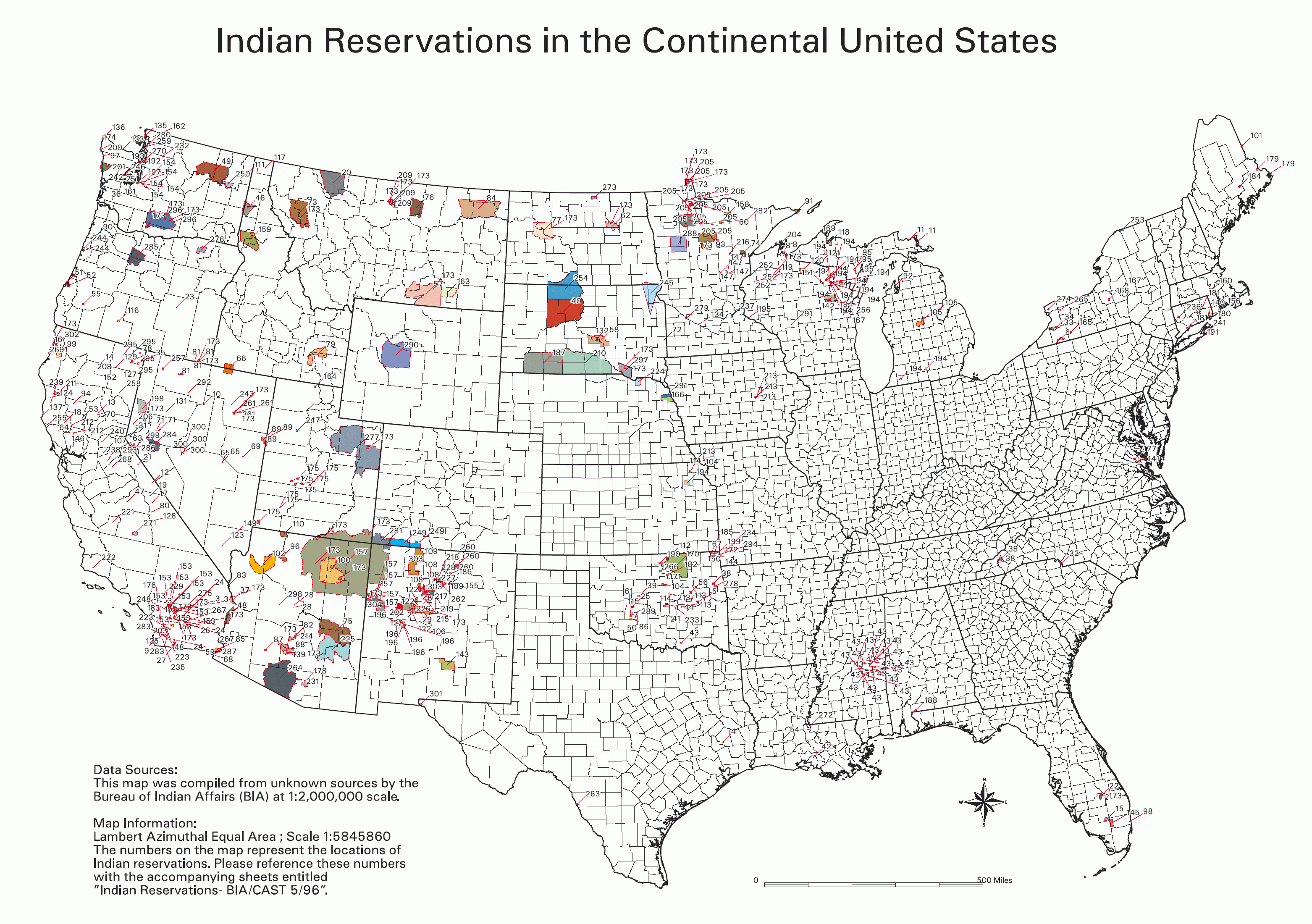
Mapa de la BIA de les reserves índies als Estats Units continentals

País amerindi o país indi (anglès indian country) és qualsevol de les moltes comunitats de nadius americans autogovernades als Estats Units. Com a categoria jurídica inclou "tota la terra dins dels límits de qualsevol reserva índia", "totes les comunitats ameríndies dependents dins de les fronteres dels Estats Units", i "totes les parcel·les ameríndies, els títols amerindis que no s'han extingit." Aquesta qualificació jurídica defineix les possessions de terres ameríndies tribals i individuals com a part d'una reserva, una adjudicació o una assignació de domini públic. Totes les terres fiduciàries federals mantingudes per tribus d'amerindis són el país amerindi. Els governs federal, estatal i local utilitzen aquesta categoria en els seus processos legals.
Aquesta convenció és seguida generalment en la parla col·loquial i es reflecteix en publicacions com el diari natiu americà Indian Country Today

## Significats relacionats i històrics
Històricament es va considerar país amerindi les àrees, regions o territoris més enllà de la frontera d'assentament que eren habitades principalment pels nadius americans. La primera concessió de terres en el que avui són els Estats Units feta pel rei d'Anglaterra va deixar en mans del concessionari fer els arranjaments que van poder amb els amerindis que vivien a la terra concedida. Com les Tretze Colònies originals van créixer i es van fer els tractats, el límit de facto entre el territori colonitzat i el territori indígena al segle xviii era més o menys la cresta de les muntanyes Apalatxes, un límit establert per llei mitjançant la Proclamació Reial de 1763, la Proclamació del Congrés de la Confederació de 1783, i més tard per la Llei Nonintercourse. Aquestes àrees es defineixen generalment pels límits establerts pels tractats (o, de vegades simplement per circumstàncies polítiques). S'entenia que la llei dels Estats Units i les lleis dels estats individuals eren inaplicables al país amerindi (a efectes pràctics), i les tribus que vivien en aquestes terres tenia plena sobirania en aquestes àrees.